# Sex Machineguns
Sex Machineguns es una banda japonesa de Heavy Metal/speed metal formada en 1989.
Su estilo se basa en un bajo pesado y sus canciones están llenas de rápidos solos de guitarra y bajo. En la parte visual se muestran como artistas del shock rockers con exóticos trajes al estilo de las clásicas bandas de Visual kei, aunque esta imagen ha sido atenuada, especialmente desde 2003 cuando el bajista Noisy dejó la banda. En cuanto a las letras se presentan muy poco convencionales y no muy serias, sin embargo no son el punto principal de venta de su música, ya que también exhiben espectaculares habilidades técnicas en sus instrumentos.

## Historia
Los Sex Machineguns iniciaron en 1996 como una banda de Indie de baja popularidad, haciendo tours en clubes. Su nombre es intencionalmente similar al de Sex Pistols y, de acuerdo a la banda, "...implicando que las ametralladoras (machineguns) son más radicales que las pistolas (pistols)". Rápidamente ganaron fanes y llenaron sus espectáculos al máximo. Ellos se fueron de tour por todo Japón ganando popularidad. Cuando regresaron a casa para hacer su primer video y CD en vivo durante la primavera de 1997, ellos tenían tantos fanáticos que la primera edición del video se agotó rápidamente en todas parte del país nipón, desde Okinawa hasta Hokkaidō.
En 1998 hicieron su debut comercial con su primer sencillo en Toshiba-EMI Records; el sencillo se agotó instantáneamente en casi todo Japón y decidieron ir en tour de debut, donde todas las entradas se agotaron. Las revistas empezaron a escribir, y el sencillo se vendió durante mucho tiempo, catapultando la fama de la banda.
En septiembre realizaron su primer álbum, que fue otro hito instantáneo. Con este álbum lograron de nuevo ir de tour, vendiendo todas las entradas disponibles y haciendo que la banda estuviera en el top de Japón.
A finales de 1998, Sex Machineguns ya estaba en el top de música en todo el país e hicieron 62 conciertos en los cuales todas las entradas se agotaron.
El 20 de marzo de 2006, anunciaron que la banda pausaría sus actividades.
Todos los miembros excepto Anchang, han dejado la banda (aunque no se ha dicho si esto es permanente o no) y formado otra banda llamada Elleguns, donde han realizado 6 pistas instrumentales.
Para diciembre de 2006, Circuit. V.Panther, Samurai. W.Kenjilaw, y Speed Star Sypan Joe empezaron una nueva banda conocida como Cycle.
Anchang ya realizó su segundo álbum como solista, titulado Memphis en 21 de febrero de 2007. Este álbum es el sucesor de su primer álbum solista, "The Maintenance" (28 de enero de 2004), bajo el nombre de Sex Machinegun.

## Exmiembros
- Sussy - Guitarra rítmica (1996-2001)
- Noisy - Bajo, Vocalista (1996-2003)
- Clutch. J.Himawari - Batería (1999-2003)
- Circuit. V.Panther (Yoshikazu Yahiro) - Guitarra rítmica, Vocalista (2001-2006/9/7)
- Samurai. W.Kenjilaw (Kenjirou Murai) - Bajo, Vocalista (2004-2006/9/7)
- Speed Star Sypan Joe (Koji Ueno) - Batería, (1997-1999, 2004-2006/9/7)

## Discografía

### Álbumes
- Sex Machinegun (1998)
- Made In Japan (1999)
- Barbe-Q★Michael (2001)
- Burning Hammer -en vivo- (2001)
- Ignition (2002)
- Machineguns Get-Together (Compilación "Lo Mejor de...") (2003)
- To the future tracks (2003)
- Live! Final Attack at Budokan (álbum doble en vivo) (2003)
- Heavy Metal Thunder (2005)
- Made in USA (2006)
- Cameron (2008)
- 45° (2009)
- 37564 (2011)

### Singles
1. 1998/04/22 - Hanabi-la daikaiten (El Slalom gigante)
2. 1998/09/18 - Burn ~Love's Burning Fire~
3. 1999/02/03 - Tekken II
4. 1999/04/21 - Mikan no uta (Mikan Song)
5. 1999/10/20 - Onigunsow (Un sargento de duro corazón)
6. 2001/01/24 - Aikoso Subete (El amor es todo en mi vida)
7. 2001/05/23 - S.H.R ~Sexy Hero Revolution~
8. 2001/05/23 - Hanabi-la daiakiten (reeditado cuando el original se agotó)
9. 2001/05/23 - Burn ~Love's Burning Fire~ (reeditado cuando el original se agotó)
10. 2001/05/23 - Tekken II (reeditado cuando el original se agotó)
11. 2001/08/29 - Tairyô (Buena pesca)
12. 2002/01/23 - Sokoni anataga... (Ahí tu estas...)
13. 2002/05/16 - Bousou Rock (Jinete imprudente)
14. 2002/08/07 - Yonaoshi Good Vibration (Reforma social, Buenas vibraciones)
15. 2004/11/10 - Deamaedo icchokusen (Entrega de comida directa)
16. 2005/02/09 - Suspense Gekijou (Teatro de suspenso)
17. 2005/08/03 - Aijin 28

### Videos
El esquema para nombrar los videos es el siguiente:
- Video Sex = Una compilación con los últimos videoclips de la banda
- SM Show = Una compilación de conciertos (SM Show 2 tiene un concierto de 90 minutos seguido por un clip de 20 minutos seguido por otros clips, y después un segundo concierto de 90 minutos, por ejemplo).

1. 2000/09/27 - Emergency! Nozarashi! - Video
2. 2000/11/16 - SM Show - DVD y Video
3. 2000/06/07 - Video Sex - Video
4. 2002/02/20 - Video Sex - DVD
5. 2002/02/20 - SM Show 2 - DVD y Video
6. 2002/12/04 - Video Sex 2 - DVD y Video
7. 2003/02/19 - SM Show 3 - DVD y Video
8. 2003/10/22 - SM Show Finale - DVD
9. 2003/12/10 - Metal Box - DVD
10. 2006/01/25 - Made In USA - Single DVD
11. 2006/03/08 - Living In America - Documental DVD
12. 2006/06/28 - a day in the Live ~ Sex Machineguns Live In USA~ - DVD en vivo